# Colaxes wanlessi
Colaxes wanlessi is een spinnensoort in de taxonomische indeling van de springspinnen (Salticidae).
Het dier behoort tot het geslacht Colaxes. De wetenschappelijke naam van de soort werd voor het eerst geldig gepubliceerd in 2004 door Benjamin.